# Sumiyoshi-ku
Sumiyoshi (住吉区, Sumiyoshi-ku) est l'un des vingt-quatre arrondissements de la ville d'Osaka au Japon. Il est situé au sud de la ville.
En 2015, sa population est de 154 668 habitants pour une superficie de 9,40 km2, ce qui fait une densité de population de 16 450 hab./km2.

## Lieux notables
- Sumiyoshi-taisha

## Transport publics
L'arrondissement est desservi par la ligne Midōsuji du métro d'Osaka, par les lignes de train des compagnies JR West et Nankai, et par le tramway d'Osaka.